# Commission COVID-19 du Vatican
La commission COVID-19 du Vatican est une institution créée par le pape François pour exprimer la préoccupation de l'Église au sujet de la pandémie de Covid-19 et pour proposer des réponses aux défis socio-économiques qui en découlent. Le 20 mars 2020, le Pape a demandé au Dicastère pour le service du développement humain intégral de former une commission pour « préparer l'avenir » par des « actions de soutien aux églises locales dans le but de sauver des vies, en venant à l'aide aux plus pauvres » et par l'analyse des défis socio-économiques générés par la crise sanitaire, dans le but de proposer des solutions et des critères pour répondre à ces défis.
La commission est placée sous l'autorité directe du Pape et est dirigée par le cardinal Peter Turkson, préfet du Dicastère pour le service du développement humain intégral, Bruno-Marie Duffé, secrétaire du Dicastère et Augusto Zampini, secrétaire adjoint.

Lors d'un entretien avec Vatican News, le cardinal Turkson a expliqué la nature et le fond de cette commission :
Le Pape [François] est convaincu que nous sommes dans une période de changement, et il réfléchit à ce qui se passera après l'urgence [de COVID-19], aux conséquences économiques et sociales de la pandémie, ce à quoi nous devrons faire face, et surtout à la manière dont l'Église pourra se proposer comme référence sûre dans un monde perdu face à un événement inattendu. [...] Le Pape nous a demandé du concret et de la créativité, une approche scientifique et de l'imagination, une pensée universelle et la capacité de comprendre les besoins locaux.

## Groupes de réflexion et objectifs
La commission COVID-19 du Vatican comprend cinq groupes de travail, chacun avec des objectifs différents, qui ont été présentés au Pape le 27 mars 2020, :
- Groupe de travail 1 : Agir maintenant pour l'avenir
- Groupe de travail 2 : Regarder l'avenir avec créativité
- Groupe de travail 3 : Communiquer l'espoir
- Groupe de travail 4 : En quête d'un dialogue et d'une réflexion commune
- Groupe de travail 5 : Soutenir pour sauvegarder

En outre, le groupe 2, « Regarder l'avenir avec créativité », compte quatre équipes spécialisées : sécurité, santé, économie et écologie ; chacune ayant son propre coordinateur. La commission publie un bulletin régulier qui rassemble et résume les résultats de ses recherches et réflexions scientifiques sur ces quatre disciplines. En outre, les quatre groupes travaillent de manière transversale autour de quatre piliers thématiques : 1) la dignité dans le travail et les emplois de demain ; 2) les nouvelles structures pour le bien commun ; 3) la gouvernance, la paix et la sécurité pour la solidarité mondiale ; 4) l'équilibre entre les systèmes sociaux et l'écosystème.
La commission COVID-19 du Vatican a produit de nombreux documents, réflexions et messages, parmi lesquels il faut souligner les catéchèses offertes par le pape François lors de ses audiences générales en août et septembre 2020 et regroupées dans le livre Guérir le monde. Catéchèse sur la pandémie, le livre La Vie après la pandémie, ou l'e-book Rosaire : Crise et Santé, entre autres.